# Koellikeria staurocephali
Koellikeria staurocephali is een soort in de taxonomische indeling van de Myzozoa, een stam van microscopische parasitaire dieren. Het organisme komt uit het geslacht Koellikeria en behoort tot de familie Lecudinidae. Koellikeria staurocephali werd in 1891 ontdekt door Mingazzini.